# ولیمتم
ولیمتم (به انگلیسی: Velliyamattom) یک روستا در هند است که در Idukki district واقع شده‌است.

## خصوصیات
ولیمتم ۱۹٬۹۷۰ نفر جمعیت دارد.